# Fijiansk hindi
Fijiansk hindi (fiji hindi, devanagari फ़ीजी हिन्दी; även fiji baat och fiji hindustani) är ett indoariskt språk som talas på Fiji och av utvandrade fijianska invånare. Språket baseras främst på awadhi och bhojpuri, men innehåller också ord från andra indiska språk. Språket har även lånat in ord från det germanska språket engelska och det austronesiska språket fijianska. Båda dessa språk är tillsammans med fijiansk hindi officiella språk på Fiji. Språket är ganska nära hindi och urdu, och det klassificeras som livskraftigt.
Språket skrivs både med det latinska alfabetet och med devanagari.
Innan Fijis självständighet talades det en engelskabaserat pidginspråk på Fijis sockerplantager som hette fiji baat.

## Fonologi

### Konsonanter
|                  |               | Labial | Dental/ Alveolar | Palatal | Velar | Glottal |
| ---------------- | ------------- | ------ | ---------------- | ------- | ----- | ------- |
| Nasal            | Nasal         | m      | n                |         |       |         |
| Klusil/ affrikat | tonlös        | p      | t                | ʧ       | k     |         |
| Klusil/ affrikat | tonlös (asp.) | pʰ     | tʰ               | ʧʰ      | kʰ    |         |
| Klusil/ affrikat | tonad         | b      | d                | ʤ       | g     |         |
| Klusil/ affrikat | tonad (asp.)  | bʰ     | dʰ               | ʤʰ      | gʰ    |         |
| Tremulant        | Tremulant     |        | r                |         |       |         |
| Frikativ         | tonlös        | f      | s ~ θ            | ʃ       | x     |         |
| Frikativ         | tonad         | v ~ w  | z                |         |       | h       |
| Approximant      | Approximant   | v ~ w  | l                | j       |       |         |

Källa:

### Vokaler
|            | Främre | Främre | Central | Bakre | Bakre |
| ---------- | ------ | ------ | ------- | ----- | ----- |
| lång       | kort   | lång   | Central | kort  |       |
| Sluten     | iː     | ɪ      |         | uː    | ʊ     |
| Halvsluten | eː     |        |         | oː    |       |
| Halvöppen  |        | ɛ      | ə       |       | ɔ     |
| Öppen      |        |        |         | aː    |       |

Källa:

## Fijiansk hindi och indo-fijianer
Trots att indo-fijianer kommer från många olika etniska grupper (t.ex. bengaler och tamiler), är fijiansk hindi ett gemensamt språk för alla.
Bland Fijis indiska folk är fijiansk hindi ett mer populär kommunikationsmedel än fijianska gällande vardagliga kommunikationssituationer. Också lingvister anser att fijiansk hindi är ett eget självständigt språk, och dess talare pratar inte bara en dålig version av hindi.

## Skillnader till hindi
Några ord som kommer från hindi har annorlunda betydelser i fijiansk hindi:
| Fijiansk hindi | betydelse     | ursprunglig betydelse i hindi               |
| -------------- | ------------- | ------------------------------------------- |
| bekaar         | dålig, onödig | onödig, arbetslös                           |
| bihaan         | morgondag     | i morgon bitti (bhojpuri)                   |
| gap            | lögn          | skvaller                                    |
| jor            | snabb         | styrka, kraft                               |
| khassi         | bagge         | kastrerat djur                              |
| maalik         | god           | ägare, god, arbetsgivare                    |
| Mandaraaji     | Södra Indien  | person från Madras (ursprungligen Madraasi) |
| Punjabi        | sikh          | person från Punjab                          |